# Landgericht Laufen

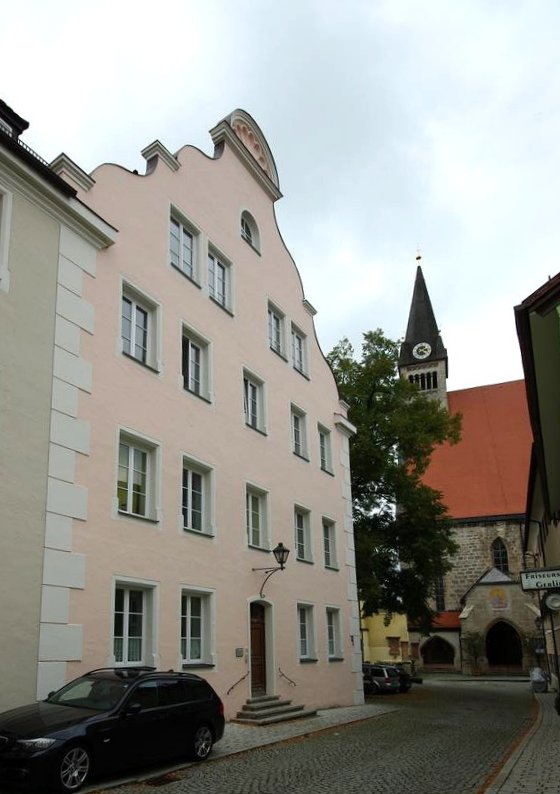
Ehemaliges Gerichtsgebäude in Laufen in der Rottmayrstraße 15

Das Landgericht Laufen war ein von 1810 bis 1879 bestehendes bayerisches Landgericht älterer Ordnung mit Sitz in der Stadt Laufen.

## Geschichte
Laufen war während seiner Zugehörigkeit zu Salzburg Sitz eines Pfleg-, Stadt und Landgerichtes. Die Stadt kam als Teil des Rupertiwinkels 1810 vorläufig und 1816, nach dem Wiener Kongress, endgültig zum Königreich Bayern. 
Mit der Zugehörigkeit zum Königreich Bayern 1810 erhielt Laufen ein Landgericht älterer Ordnung, wie sie im übrigen Bayern bereits 1802 geschaffen wurden. Das Landgericht Laufen verlor durch den Wiener Kongress einen großen Teil seines Zuständigkeitsbereichs. 1818 wurde daher das damalige Landgericht Teisendorf aufgelöst und sein Zuständigkeitsbereich mit Ausnahme der Gemeinden Anger, Högl und Piding, die dem Landgericht Reichenhall zugeschlagen wurden, dem Landgericht Laufen einverleibt.
Das in Laufen ansässige „Landgericht älterer Ordnung“ war bis 1862 eine staatliche Verwaltungseinheit der unteren Ebene, mit Verwaltungsaufgaben ähnlich den heutigen Landkreisen. Zugleich war das Landgericht älterer Ordnung auch Justizorgan der niederen Gerichtsbarkeit und damit die Eingangsinstanz der ordentlichen Gerichtsbarkeit, vergleichbar mit dem heutigen Amtsgericht. Es nahm aber auch Aufgaben der höheren Gerichtsbarkeit wahr (wie heutige Landgerichte) und verrichtete notarielle Tätigkeiten.
Die Funktion der Landgerichte als Verwaltungsbehörde und zugleich Justizorgan wurde als struktureller Fehler der bayerischen Verfassung angesehen, da damit die richterliche Unabhängigkeit berührt war. Der Richter war neben seinem Richteramt durch seine gleichzeitige Funktion als Verwaltungsbeamter weisungsgebunden. Um diesen Mangel zu beheben, wurde am 10. Januar 1861 das Gerichtsverfassungsgesetz erlassen. Dieses Gesetz ermöglichte die Trennung von Justiz und Verwaltung. Die administrativen Verwaltungsaufgaben wurden aus den Landgerichten herausgelöst und auf die neu geschaffenen Bezirksämter übertragen. Das Bezirksamt Laufen wurde im Jahr 1862 durch den Zusammenschluss der Landgerichte älterer Ordnung Laufen und Tittmoning gebildet. Die verbleibenden Rechtspflegeeinrichtungen behielten zunächst die Bezeichnung Landgericht. Anlässlich der Einführung des Gerichtsverfassungsgesetzes am 1. Oktober 1879 kam es zur Errichtung des Amtsgerichts zu Laufen, dessen Sprengel das Bezirksamt Laufen bildete.